# کاج چلغوزه
کاج چَلغوزه یا جِلغوزه (به دری افغانستان) گونه‌ای کاج است که در منطقه شمال غربی هیمالیا، شمال شرق افغانستان، شمال پاکستان و شمال غربی هند می‌روید. نام این کاج فارسی است و از ترکیب چهل و غوزه ساخته شده‌است. دانه کاج چلغوزه به قیمت بالایی به فروش می‌رسد.

## خصوصیات
منطقه رویش این درخت ارتفاعی بین ۱۸۰۰ تا ۳۳۵۰ متر دارد و گاهی با کاج زیبا و سدر مقدس جامعه مشترک می‌سازد. بلندی کاج چلغوزه بین ۱۰ تا ۲۰ متر است و معمولاً دارای تاجی پهن و گسترده با شاخه‌هایی راست و کشیده‌است. کاج چلغوزه در منطقه پراکنش طبیعی خود منبع غذایی بسیار مهمی محسوب می‌شود.

## سودمندی‌ها
به لحاظ ارزش غذایی، ترکیبات دانه شامل ۵۱٫۳ درصد چربی (اسیدهای چرب)، ۸٫۷ درصد آب، ۱۳٫۶ درصد پروتئین، ۲۲٫۵ درصد نشاسته، ۰٫۹ درصد فیبر و سه درصد مواد معدنی و خاکستر می‌باشد. اهمیت اقتصادی جنگل‌های این‌گونه بقدری زیاد است که در سالهای پربار در افغانستان بخش بزرگی از درآمد منطقه ۱۳۰۰۰ نفری از جمع‌آوری و فروش دانه‌های خوراکی آن بدست می‌آید و در هندوستان به‌طور متوسط سالانه ۱۸۰ تن دانه چلغوز تولید می‌شود.